# C3 식물
C3 식물은 C3 대사과정으로만 탄소를 고정하는 식물이다.

## C3 탄소고정

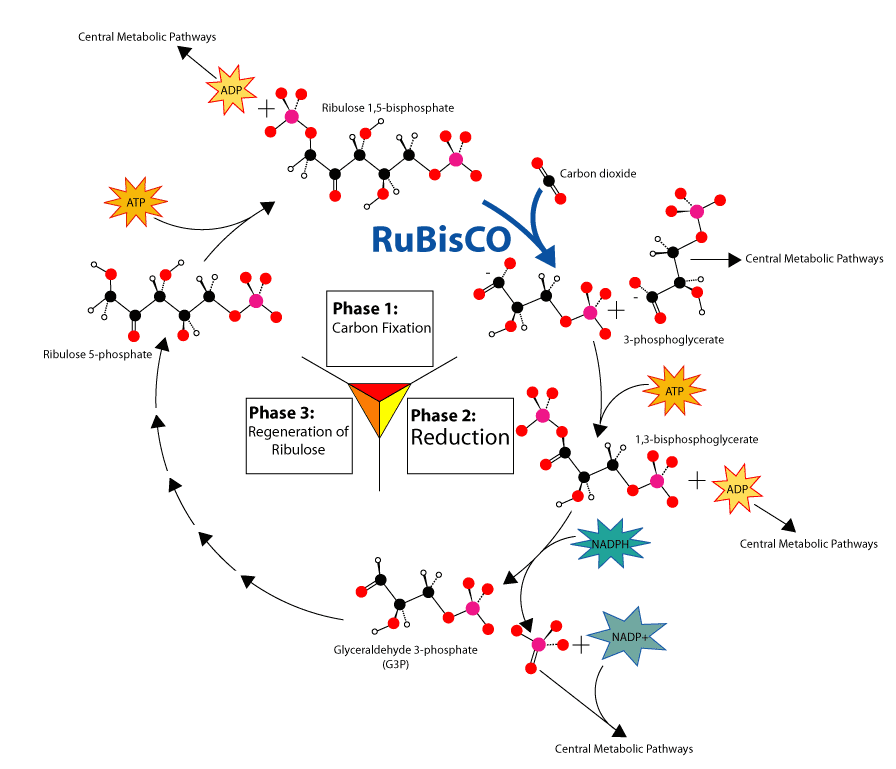
C3 경로

식물에서의 암반응 중 가장 잘 알려져 있고 가장 먼저 반응과정이 밝혀진 것으로 캘빈 회로(Calvin cycle, Calvin-Benson cycle, PCR cycle(photosynthetic carbon reduction cycle)가 있다. 반응 과정을 밝힌 사람인 멜빈 캘빈(과 공동연구자 Benson)의 이름을 따서 지었으며 반응 과정은 다음과 같다.
CO2(이산화탄소)는 5탄당인 RuBP(ribulose bisphosphate)에 결합하여 6탄당이 되어 2개의 3탄당(3-인산글리세르산(GP) = 3-PGA )으로 쪼개어진다.
3-PGA는 광반응에서 ATP와 NADPH에 의해 환원되어 G3P가 되고 G3P 2분자가 모여 육탄당인 포도당을 합성하는 데 쓰인다.
나머지 G3P 분자들은 ATP에 의해 다시 RuBP가 되어 CO2를 받아들인다.
이 때 RUBISCO 효소가 관여한다. 이 효소는 이산화탄소농도가 낮거나 산소농도가 높으면 CO2대신 O2를 받아들여 3탄당인 GP를 산화하여 이산화탄소를 내어놓는다(광호흡).
{\displaystyle {\ce {6 CO2 + RuBP -> 12 GP}}}
이때 2개의 GP는 포도당이 되며, 10개의 GP는 재순환한다.
포도당은 핵산과 같은 5탄당 탄소 골격을 만들기도 하고 엿당과 같은 이당류나 녹말이나 셀룰로스와 같은 다당류를 합성하는 데 쓰인다. 또한 광합성으로 생성된 포도당은 2탄당인 아세틸-CoA(Acetyl coenzyme A)로 분해되어 다시 지질, 단백질을 합성하는 데에도 사용된다.

## 특성
C3 식물은 빛이 너무 강하지 않고 온난하며, 이산화 탄소농도가 약 200ppm 이상 (ppm:parts per million)이고 지표수(ground water)가 충분한 곳에서 잘 생존하는 경향을 나타낸다. C3 식물은 고생대에서 중생대 사이에 출현하였으며 중생대 후기에 일부가 C4 식물로 분화했다. 현재에도 지구상의 식물 생체량의 약 95%를 차지하고 있다.
이산화탄소에 13C 동위원소 표지(isotopic signature)를 해서 관찰하면 포도당을 고정하는데 C3 식물이 C4 식물보다 이산화탄소를 더 많이 소모한다. 다시 말하면 C3 식물이 C4 식물에 비하여 광합성에서 이산화탄소 이용 효율이 낮다는 의미이다. 이는 C3 식물과 C4 식물의 반응경로와 유조직의 구조적 차이 때문에 일어나는 현상이다(자세한 사항은 C4 식물을 참고할 것).

## 같이 보기
- C4식물
- CAM식물
- 광합성